# Nina Hoyer
Nina Hoyer (* 1974) ist eine deutsche Skandinavistin und Literaturübersetzerin für Schwedisch, Dänisch und Norwegisch.

## Leben
Nina Hoyer studierte zunächst in Kiel Skandinavistik und Anglistik und danach Buchwissenschaften in München. Nach ihrem Studium arbeitete sie als Volontärin beim Ravensburger Verlag. Seit 2004 lebt sie auf Sylt.

## Übersetzungen
- Mit den besten Wünschen. Knaur München 2010, ISBN 978-3-426-50491-8. Übersetzt aus dem Schwedischen. Original: Marianne Cedervall: Svinhugg, Natur & Kultur, Stockholm, 2009, ISBN 978-91-27-11748-8.
- Schöne Bescherung. Knaur, München 2011, ISBN 978-3-426-50851-0. Übersetzt aus dem Schwedischen. Original: Marianne Cedervall: Svartvintern, Natur & Kultur, Stockholm 2012, ISBN 978-91-27-13508-6.
- Ein Sommer in Augustenbad. Insel Verlag, Berlin 2013, ISBN 978-3-458-17566-7. Übersetzt aus dem Schwedischen. Original: Anneli Jordahl: Augustenbad en sommar. Norstedts, Stockholm 2013, ISBN 978-91-13-03609-0.
- Die Frau des Polizisten. Aufbau Verlag, Berlin 2014, ISBN 978-3-7466-3000-7. Übersetzt aus dem Schwedischen. Original: Ingrid Elfberg:  Tills döden skiljer oss åt. Kabusa Böcker, Göteborg 2014, ISBN 978-91-73-55352-0.
- Das Labyrinth. DuMont, Köln 2015, ISBN 978-3-8321-9758-2. Übersetzt aus dem Schwedischen. Original: Sigge Eklund: In i labyrinten. Bonnier, Stockholm 2014, ISBN 978-91-00-12747-3.
- Der Schwimmer. Rowohlt Verlag Hamburg 2014, ISBN 978-3-499-26888-5. Übersetzt aus dem Schwedischen. Original: Joakim Zander: Simmaren. Wahlström & Widstrand, Stockholm 2013.
- Der Bruder. Rowohlt Verlag, ISBN 9783644529212. Übersetzt aus dem Schwedischen. Original: Joakim Zander: Orten. Wahlström & Widstrand, 2015.
- Nach Seepferdchen tauchen. Ein Buch über das Gedächtnis. Berlin Verlag, ISBN 9783827013743. Übersetzt aus dem Norwegischen. Original: Hilde Østby, Ylva Østby: Å dykke etter sjøhester. Cappelen Damm, Oslo 2016.